# Listopad 2009 w sporcie

## Zmarli sportowcy i ludzie związani ze sportem w listopadzie 2009
- Robert Enke – niemiecki piłkarz, bramkarz
- Al Cervi – amerykański koszykarz i trener koszykówki

## 21 listopada[1]

### Piłkarski mecz towarzyski
- Zambia 4:1  Korea Północna

## 18 listopada[1]

### Piłkarskie mecze towarzyskie
- Polska 1:0  Kanada

Maciej Rybus  18'
- Serbia 1:0  Korea Południowa
- Iran 1:1  Macedonia Północna
- Niemcy 2:2  Wybrzeże Kości Słoniowej
- Włochy 1:0  Szwecja
- Dania 3:1  Stany Zjednoczone
- Holandia 0:0  Paragwaj
- Austria 1:5  Hiszpania
- Peru 2:1  Honduras
- Bułgaria 4:1  Malta
- Polska 2:3  Włochy (mecz futsalowy)

## 17 listopada[1]

### Piłkarskie międzynarodowe mecze towarzyskie
- Oman 0:2 Brazylia
- Belgia 2:0 Katar
- Słowacja 1:2 Chile
- Południowa Afryka 0:0 Jamajka
- Polska U-23 1:2  Anglia C
- Polska 0:2  Włochy (mecz futsalowy)

### Piłka ręczna kobiet – mecz towarzyski[2]
- Polska 45:8  Stany Zjednoczone

## 14 listopada[1]

### Piłka nożna – mecze towarzyskie
- Polska 0:1 Rumunia
- Macedonia Północna 3:0 Kanada
- Południowa Afryka 0:0 Japonia
- Estonia 0:0 Albania
- Arabia Saudyjska 1:1 Białoruś
- Słowacja 1:0 Stany Zjednoczone
- Walia 3:0 Szkocja
- Brazylia 1:0 Anglia
- Chorwacja 5:0 Liechtenstein
- Irlandia Północna 0:1 Serbia
- Szwajcaria 0:1 Norwegia
- Luksemburg 1:1 Islandia
- Dania 0:0 Korea Południowa
- Belgia 3:0 Węgry
- Hiszpania 2:1 Argentyna
- Włochy 0:0 Holandia
- Honduras 2:1 Łotwa
- Jagiellonia Białystok 1:0  Dynamo Brześć